# Ann Kristin Flatland
Ann Kristin Aafedt Flatland (* 6. November 1982 in Oslo) ist eine ehemalige norwegische Biathletin.

## Karriere
Im Alter von sechs Jahren zog Ann Kristin Flatland mit ihrer Familie von Asker nach Vik und startete seitdem für den Sportverein ihres Heimatortes Vik. Die Studentin wurde von Geir Ole Steinslett trainiert. Im Biathlon-Weltcup debütierte sie beim Saisonauftakt 2003 im finnischen Kontiolahti als 56. im Sprint. Schon bei der zweiten Weltcupstation der Saison wurde sie in Hochfilzen in der norwegischen Staffel eingesetzt und wurde mit dieser Fünfte. Seitdem konnte sie mit der Staffel mehrfach vordere Plätze belegen, darunter einen dritten Rang 2006 in Hochfilzen sowie einen zweiten Platz 2008 in Ruhpolding.
2005 wurde sie bei den Weltmeisterschaften in Hochfilzen zweimal eingesetzt und belegte Platz 22 im Sprint sowie Platz 37 in der Verfolgung. 2007 erreichte sie bei den Weltmeisterschaften in Antholz den fünften Platz im Sprint und gewann die Bronze-Medaille mit der Staffel. Im Sprintrennen in Oberhof in der Saison 2009/2010 konnte Ann Kristin Flatland erstmals auf das Siegerpodest laufen. Dieser dritte Platz war ihre bis dahin beste Platzierung in einem Weltcup-Einzelrennen. Zwei Wochen später wurde sie beim Weltcup in Antholz ebenfalls Dritte, diesmal in der Verfolgung. Ann Kristin Flatland nahm an den Olympischen Winterspielen 2010 teil. Ihr bestes Resultat war der 8. Platz in der Verfolgung. Daneben belegte sie Platz 10 im Sprint, Platz 11 im Massenstart und kam im Einzel auf Rang 14. Mit der Staffel belegte sie Rang 4. In der Saison 2010/2011 konnte sie im Sprintrennen in Oberhof ihren ersten Weltcuperfolg feiern.
Nach der Geburt ihrer Tochter im April 2012 begann sie im Herbst wieder mit dem Wettkampftraining. Nach zwei ersten Plätzen ohne Schießfehler vor heimischem Publikum in Beitostølen beim Einzelrennen und im Sprint wurde sie für den Weltcup in Ruhpolding wieder ins Team berufen und gewann das erste Rennen mit Hilde Fenne, Synnøve Solemdal und Tora Berger im Staffelwettkampf.

## Statistiken

### Weltcupsiege
| Nr. | Datum         | Ort       | Disziplin |
| --- | ------------- | --------- | --------- |
| 1.  | 8. Jan. 2011  | Oberhof   | Sprint    |
| 2.  | 29. Nov. 2013 | Östersund | Sprint    |

| Nr. | Datum         | Ort                       | Disziplin       |
| --- | ------------- | ------------------------- | --------------- |
| 1.  | 2. März 2008  | Pyeongchang               | Mixedstaffel 1  |
| 2.  | 14. Dez. 2008 | Hochfilzen                | Staffel 2       |
| 3.  | 12. März 2010 | Kontiolahti               | Mixedstaffel 3  |
| 4.  | 3. März 2011  | Chanty-Mansijsk (WM)      | Mixed-Staffel 4 |
| 5.  | 9. Jan. 2013  | Ruhpolding                | Staffel 5       |
| 6.  | 15. Feb. 2013 | Nové Město na Moravě (WM) | Staffel 5       |

### Platzierungen im Biathlon-Weltcup
Die Tabelle zeigt alle Platzierungen (je nach Austragungsjahr einschließlich Olympische Spiele und Weltmeisterschaften).
- 1.–3. Platz: Anzahl der Podiumsplatzierungen
- Top 10: Anzahl der Platzierungen unter den ersten zehn (einschließlich Podium)
- Punkteränge: Anzahl der Platzierungen innerhalb der Punkteränge (einschließlich Podium und Top 10)
- Starts: Anzahl gelaufener Rennen in der jeweiligen Disziplin
- Staffel: inklusive Mixed- und Single-Mixed-Staffeln

| Platzierung         | Einzel | Sprint | Verfolgung | Massenstart | Staffel | Gesamt |
| ------------------- | ------ | ------ | ---------- | ----------- | ------- | ------ |
| 1. Platz            |        | 2      |            |             | 6       | 8      |
| 2. Platz            |        |        |            |             | 3       | 3      |
| 3. Platz            |        | 1      | 1          |             | 5       | 7      |
| Top 10              | 2      | 13     | 6          | 5           | 33      | 59     |
| Punkteränge         | 10     | 42     | 29         | 19          | 34      | 134    |
| Starts              | 20     | 69     | 42         | 19          | 34      | 184    |
| Stand: Karriereende |        |        |            |             |         |        |

### Olympische Winterspiele
| Olympische Winterspiele | Olympische Winterspiele | Einzel | Sprint | Verfolgung | Massenstart | Staffel | Mixedstaffel |
| Jahr                    | Ort                     | Einzel | Sprint | Verfolgung | Massenstart | Staffel | Mixedstaffel |
| ----------------------- | ----------------------- | ------ | ------ | ---------- | ----------- | ------- | ------------ |
| 2010                    | Vancouver               | 10.    | 8.     | 14.        | 11.         | 4.      |              |
| 2014                    | Sotschi                 | 24.    | 9.     | 56.        | 24.         | 2.      | -            |

### Weltmeisterschaften
Ergebnisse bei Biathlon-Weltmeisterschaften
| Weltmeisterschaft | Weltmeisterschaft           | Einzel | Sprint | Verfolgung | Massenstart | Staffel | Mixed-Staffel |
| Jahr              | Ort                         | Einzel | Sprint | Verfolgung | Massenstart | Staffel | Mixed-Staffel |
| ----------------- | --------------------------- | ------ | ------ | ---------- | ----------- | ------- | ------------- |
| 2005              | Hochfilzen                  | –      | 22.    | 37.        | –           | –       | -             |
| 2007              | Antholz                     | 48.    | 5.     | 24.        | 18.         | 3.      | -             |
| 2008              | Östersund                   | 12.    | 51.    | 48.        | 28.         | 6.      |               |
| 2009              | Pyeongchang                 | 51.    | 33.    | 30.        | –           | 11.     | -             |
| 2010              | Chanty-M. (Mixedstaffel-WM) |        |        |            |             |         | 2.            |
| 2011              | Chanty-Mansijsk             | 82.    | 34.    | DNS        | –           | 5.      | 1.            |
| 2013              | Nové Město                  | 44.    | 8.     | 7.         | 24.         | 1.      | -             |